# Josephine Tey
Josephine Tey (Pseudonym für Elizabeth Mackintosh; * 25. Juli 1896 in Inverness; † 13. Februar 1952 in London) war eine Kriminalschriftstellerin und Theaterautorin. Als Theaterautorin benutzte sie das Pseudonym Gordon Daviot. Tey führte ein sehr zurückgezogenes Leben. Die wenigen Zeugnisse sprechen dafür, dass sie sich vorrangig als Theaterautorin sah. Ihre heutige Bekanntheit basiert allerdings fast ausschließlich auf ihren Kriminalromanen. Sie wird zum sogenannten goldenen Zeitalter des Kriminalromans gezählt, einer Periode, in der dieses Genre von Erzählerinnen wie Agatha Christie, Dorothy L. Sayers und Ngaio Marsh geprägt wurde. Ihr Roman The Daughter of Time (deutscher Titel: Alibi für einen König oder Richard der Verleumdete) wurde von der englischen Autorenvereinigung Crime Writers’ Association zum besten Kriminalroman aller Zeiten gewählt und 1969 mit dem Grand prix de littérature policière ausgezeichnet.

## Leben
Über das Leben von Josephine Tey ist sehr wenig bekannt. Sie gab während ihres gesamten Lebens niemals Presseinterviews, mied alle Formen öffentlichen Auftretens und blieb selbst bei engen Kollegen und Freunden sehr zurückhaltend. Dies führt dazu, dass nur die grundlegenden Fakten ihres Lebens bekannt sind. Nach Ansicht von Martha Hailey Dubose lässt sich jedoch aus ihren Kriminalromanen einiges über Josephine Tey ableiten. So schätzte sie Angeln und Pferde, fühlte sich aber unwohl unter Menschen. Besonderes Missbehagen scheinen ihr Menschenansammlungen bereitet zu haben. Sie mochte Kinofilme und scheint insbesondere amerikanische Gangsterfilme geschätzt zu haben. Sie zeigte wenig Toleranz gegenüber der Presse und stand auch ihren eigenen Landsleuten, den Schotten, skeptisch gegenüber. Sie zählte zur britischen Mittelschicht, und anders als viele ihrer ebenfalls Kriminalromane schreibenden Zeitgenossen verzichtete sie weitgehend auf Charaktere aus der gehobenen Schicht der britischen Gesellschaft.

### Familie und Kindheit
Tey wurde im schottischen Inverness geboren, ihre Eltern waren ebenfalls schottischer Geburt. Ihr Vater Colin Macintosh wuchs in einer kleinen Gemeinde auf, in der vorwiegend Landwirtschaft und Fischerei betrieben und schottisch-gälisch gesprochen wurde. Englisch erlernte er erst während seiner Schulzeit. Colin Macintosh zog vermutlich in den frühen 1890er Jahren nach Inverness, wo er als Gemüsehändler sein Auskommen fand. Er heiratete im Alter von 29 Jahren die sechs Jahre jüngere Josephine Horne Macintosh. Josephine Tey kam als erstes Kind des Ehepaars zur Welt. Gemeinsam mit ihren Schwestern Jean und Mary besuchte sie die Royal Academy Inverness, eine lokale Schule. Auf Grund ihrer guten Schulleistungen schien sie für eine akademische Karriere prädestiniert zu sein. Sie entschied sich jedoch stattdessen für eine Ausbildung als Sportlehrerin. Da sie als Brillenträgerin in Schottland keinen entsprechenden Ausbildungsplatz fand, ging sie nach Birmingham und wurde am „Anstey Physical Training College“ ausgebildet.

### Berufstätigkeit und erster Kriminalroman
Nach ihrem Abschluss 1917 arbeitete sie zunächst an einer Klinik als Physiotherapeutin und dann als Lehrerin in Schulen in Nottingham und später in Oban, Schottland. Während ihrer Tätigkeit in Oban verletzte sie sich während des Sportunterrichts. Diese Erfahrung spiegelt sich unter anderem in ihrem 1946 erschienenen Roman Miss Pym Disposes (deutscher Titel: Tod im College) wider. Ihre weitere Laufbahn als Lehrerin führte sie nach Eastbourne und letztlich Tunbridge Wells. Sie begann zu schreiben, nachdem sie ihre reguläre Arbeit 1923 aufgeben musste, um sich zunächst um ihre an Krebs erkrankte Mutter zu kümmern. Nach dem Tod der Mutter blieb sie in Inverness, um sich um ihren mittlerweile invaliden Vater zu kümmern. Ihre ersten Arbeiten erschienen in Zeitschriften wie dem Glasgow Herald; dabei benutzte sie das Pseudonym Gordon Daviot. Ihr erster Roman Kif: An Unvarnished History erschien 1929, erhielt gute Besprechungen und wurde auch in Nordamerika veröffentlicht. Ihr erster Kriminalroman, mit dem sie den Protagonisten Alan Grant vom Scotland Yard einführt, erschien wenige Monate später. Sie hatte ihn anlässlich eines Schreibwettbewerbs des britischen Verlages Methuen geschrieben. Unverändert unter dem Pseudonym Gordon Daviot schreibend, gewann sie den Wettbewerb und erhielt wenig später in den USA den Dutton Mystery Prize für diesen Roman.

### Begegnung mit John Gielgud

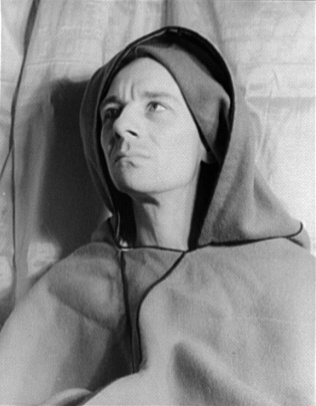
John Gielgud, 1936
Eine Inszenierung, in der Gielgud Hamlet spielte, inspirierte Tey zu ihrem ersten erfolgreichen Schauspielstück Richard of Bordeaux

Es dauerte mehr als sieben Jahre, bis Tey ihren nächsten Kriminalroman verfasste. Typisch für Kriminalromane des sogenannten „Goldenen Zeitalters“ war ein relativ rigides Festhalten an Regeln, wie sie beispielsweise Ronald Knox für den Detection Club zusammengefasst hatte und die Tey als zu starr empfand. Sie wandte sich stattdessen dem Verfassen von Schauspielstücken zu. Ihr erstes Stück The Expensive Halo fand keinen Produzenten. Sehr erfolgreich war sie mit ihrem zweiten Stück, einem historischen Drama mit dem Titel Richard of Bordeaux. Nach jetzigem Kenntnisstand fing sie mit der Arbeit an dem Stück an, nachdem sie John Gielgud, einen heute noch als herausragend eingeordneten Schauspieler, in Shakespeares Drama Hamlet gesehen hatte. Über ihren Agenten ließ sie Gielgud entweder 1931 oder zu Beginn des Jahres 1932 das Stück zukommen. Ende 1932 produzierte Gielgud dieses Stück und übernahm auch die Hauptrolle darin.
Von John Gielgud stammt auch eine der wenigen Charakterisierungen von Josephine Tey.

„Trotz ihrer angeborenen Scheu und ihrer Abneigung mehr als ein paar wenige Tage am Stück in London zu bleiben, war Gordon eine der angenehmsten Autoren, mit denen ich im Theater zusammenarbeitete. Sie schien vollständiges Vertrauen in jeden zu haben, der in ihre Stücke involviert ist, und mischt sich nirgends ein. Bis kurz vor der Premiere wohnt sie selten den Proben bei und in ihrer Geduld und ihrer Rücksichtnahme ist sie unübertroffen.“

Dem Erfolg mit Richard of Bordeaux (über 430 Aufführungen im New Theatre im Londoner West End) folgten mit The Laughing Woman und Queen of Scots zwei weitere Stücke, die beide 1934 uraufgeführt wurden. The Laughing Woman war eines der wenigen von Teys Schauspielstücken, die keinen geschichtlichen Bezug haben. Die Literaturhistorikerin Martha Hailey Dubose spekuliert, dass es nach der Uraufführung von Queen of Scots zu einem für Tey unangenehmen Zwischenfall gekommen sein muss – ein Hinweis in den Erinnerungen von John Gielgud weist auf den Vorwurf von Plagiat hin. Tey wandte sich jedenfalls wieder dem Schreiben von Romanen zu und veröffentlichte diese unter dem Pseudonym Josephine Tey, mit dem sie heute noch einem breiteren Lesepublikum geläufig ist. („Josephine“ nach dem Vornamen ihrer Mutter, „Tey“ nach dem Nachnamen einer Urgroßmutter mütterlicherseits aus Suffolk.) Der erste Roman, der unter diesem Pseudonym erschien, war A Shilling for Candles im Jahre 1936. In diesem Roman taucht erneut der Protagonist Alan Grant als Hauptermittler auf. Er wird jedoch unterstützt durch Erica Burgoyne, eine junge Frau, deren Vater ebenfalls Polizeiangestellter ist. Alfred Hitchcock nahm den Roman als Basis und verfilmte ihn unter dem Titel Jung und unschuldig (Uraufführung 1937).

### Rückzug während des Zweiten Weltkrieges
Tey schrieb als Nächstes ein Sachbuch. Claverhouse, 1937 erschienen, sollte die Sicht auf John Graham, 1st Viscount of Dundee korrigieren, der seinen Ruhm in Schottland dem Sieg in der Schlacht von Killiecrankie im Schottischen Aufstand 1689 gegen England verdankt. Dem schloss sich ein weiteres Schauspielstück an. Danach folgte das Schauspielstück The Stars Bow Down, das aber erst 1939 uraufgeführt war.
Während der Zeit des Zweiten Weltkrieges erschienen von Tey weder weitere Theaterstücke noch Romane. Es ist nicht bekannt, was in dieser Zeit ihr Leben prägte. Zeuge dieser Zeit ist erneut John Gielgud, der sie 1942 wiedertraf und später von einer depressiven Phase sprach. Möglicherweise arbeitete sie in dieser Zeit intensiv an weiteren Werken, denn kurz nach dem Ende des Zweiten Weltkrieges wurde unter dem Pseudonym Daviot sechs einaktige Hörspiele publiziert. Im selben Jahr erschien erneut ein Kriminalroman – Tod im College.
1950 starb Teys Vater Colin Macintosh. Obwohl sie finanziell in der Lage gewesen wäre, sich ein anderes Zuhause zu suchen, verblieb sie in Schottland, dessen Einwohnern sie skeptisch gegenüberstand. Kurz danach oder im Jahre 1951 erfuhr Tey, dass sie an einer unheilbaren Krankheit litt. Nach allem was man weiß, hielt sie ihre Erkrankung vor ihrer Familie und ihren wenigen engen Freunden geheim. Sie starb am 13. Februar 1952 während einer Reise nach London im Alter von 55 Jahren. Ihren gesamten Nachlass (mit den Rechten an ihren Werken) vermachte sie dem National Trust.

## Einordnung des Werks
Nach Val McDermid sind Teys Kriminalromane das „Bindeglied zwischen den klassischen Detektivgeschichten des Golden Age und der Kriminalliteratur von heute.“ Sie habe „dieses Genre verwandelt, hat Türen aufgestoßen, durch die andere dann gehen konnten“. „Fragen der Identität finden sich immer wieder in ihren Romanen“, so in Brat Farrer, The Franchise Affair, Miss Pym Disposes und To Love and Be Wise. Tey eröffne „den Zugang zu unkonventionellen Geheimnissen. Homosexuelle Neigungen, Transvestitismus, sexuelle Perversionen – all dies wird angedeutet, flüchtige Blicke, Schatten, wenn sich eine Tür langsam schließt oder ein Vorhang flattert“. Sie habe Autorinnen wie Patricia Highsmith oder Ruth Rendell den Weg bereitet.
Teys wenige Kriminalromane fallen dadurch auf, dass Genreregeln bewusst gebrochen oder zumindest ausgereizt werden. Etwa The Franchise Affair (dt.: Die verfolgte Unschuld) ist ungewöhnlich, denn es gelingt Tey, einen Kriminalroman zu präsentieren, der ohne Mord auskommt. Ein Mädchen beschuldigt zwei unbescholtene Damen, sie gefangengehalten zu haben. Die Geschichte beruht auf zwei berüchtigten Fällen des 18. Jahrhunderts: dem Fall der Elisabeth Canning, die behauptete, als Teenager von einer älteren Frau entführt, missbraucht und prostituiert worden zu sein, sowie auf dem Mordprozess gegen die Londonerin Elizabeth Brownrigg, die die ihr anvertrauten Pflegekinder so misshandelte, dass eines von ihnen starb. Alan Grant als Ermittler taucht in diesem Roman nur als Randfigur auf. Die Geschichte wird dagegen aus Sicht von Robert Blair, einem selbstzufriedenen Junggesellen mittleren Alters erzählt, der in einer englischen Kleinstadt als Anwalt tätig ist. Die Verdächtigen, die scharfzüngige Mrs. Sharpe und ihre Tochter Marion sind zugezogene Außenseiter. Wem ist mehr zu glauben; dem sympathisch wirkenden Schulmädchen, dessen Rechtschaffenheit und Wahrheitsliebe von der Sensationspresse und einem Bischof bestätigt wird, oder den reservierten Sharpe-Frauen?
Tod im College, der erste Kriminalroman Teys, der nach dem Zweiten Weltkrieg erschien, spielt an einer Mädchenschule und wird unter anderem wegen seines Humors und seiner treffenden Charakterzeichnung gelobt. Martha Hailey Dubose nennt den Kriminalroman aber gleichzeitig Teys zornigste Erzählung. Ihr Zorn richtet sich gegen die Hackordnung an Schulen wie dieser, wo die Einstufung des einzelnen sich von Wohlstand, der Beachtung von Werten der Mittelschicht und Durchsetzungsvermögen ableitet. Vermeintliche Führungsqualitäten sind in Wahrheit nichts anderes als die Fähigkeit, andere einzuschüchtern. Freundschaft ist entweder manipulativ oder naiv selbstaufopfernd, Loyalität wird pervertiert. Die Falschen sind erfolgreich, die anderen werden marginalisiert und Schuldige bleiben ungestraft. Dubose verweist deshalb auf die Gemeinsamkeiten mit William Goldings Herr der Fliegen und J. D. Salingers Der Fänger im Roggen.
In mehreren ihrer Krimis tritt als Hauptfigur und Ermittler der Scotland-Yard-Inspector Alan Grant auf, der in ihrem Meisterwerk The Daughter of Time (dt.: Alibi für einen König) den mehr als 400 Jahre zurückliegenden Mord an den Neffen von König Richard III. aufklärt und so den als blutrünstig verrufenen König entlastet. Das Buch über den in England berühmten Fall der Prinzen im Tower, den Grant vom Krankenbett aus aufrollt, ist ein Lehrstück über Geschichte und Geschichtsforschung und die Kraft des Gerüchts. Grant ist ursprünglich nur von einem Porträt inspiriert und untersucht dann gemeinsam mit seinem US-amerikanischen Assistenten die Faktenlage. Nach Ansicht von Martha Hailey Dubose ist der Roman primär über den investigativen Prozess und hebt sich deutlich von der breiten Masse der Kriminalromane ab. Der Roman war bereits unmittelbar nach seinem Erscheinen ein großer Erfolg, der zu einer breiten Diskussion unter Literaturkritikern und Historikern führte. The Daughter of Time – dessen Titel sich von dem französischen Sprichwort ableitet, dass die Wahrheit eine Tochter der Zeit sei – ist kaum noch als Detektivroman zu bezeichnen, wurde aber dennoch von der englischen Autorenvereinigung Crime Writers’ Association zum besten Kriminalroman aller Zeiten gewählt und 1969 mit dem Grand prix de littérature policière ausgezeichnet.
The Singing Sands wurde postum aus ihren nachgelassenen Papieren veröffentlicht. In diesem Roman ist erneut Alan Grant der ermittelnde Detektiv, die Handlung ist erstmals das Schottland, in dem Josephine Tey lebte. Dubose unterstellt, dass Tey während des Schreibens sich ihrer unheilbaren Erkrankung bereits bewusst gewesen sein muss: Das Buch ist melancholischer als andere und ihr Inspektor Grand denkt ernsthaft über Pensionierung und Ehe nach. Grundlegend für den Roman ist die These, dass die Toten die Lebenden retten können und dass nur die Lebenden die Toten unsterblich machen.
Sie schrieb auch Theaterstücke unter dem Pseudonym Gordon Daviot, u. a. Richard of Bordeaux (über Richard II.), das ziemlich erfolgreich lief (und John Gielgud 1932 zum Durchbruch verhalf), und Queen of Scots sowie ein erst 1953 veröffentlichtes Theaterstück über Richard III. (Dickon). Sie schrieb auch 1937 eine Biographie des Jakobiten John Graham of Claverhouse (Viscount Dundee, Walter Scotts Bonnie Dundee) und 1952 den Roman The Privateer über den Piraten Henry Morgan. Nach Gielgud lagen ihr ihre Theaterstücke (und das Theatermilieu) am meisten am Herzen, während sie ihre Kriminalromane nur als Broterwerb betrachtete.

## Werke
Elizabeth Macintosh nutzte für ihr schriftstellerisches Werk durchgehend die Pseudonyme Josephine Tey und Gordon Daviot. Heutige Veröffentlichungen nutzen ausschließlich das (bekanntere) Pseudonym Josephine Tey. Ihre ersten vier Romane wurden in Großbritannien vom Verlag Methuen and Benn veröffentlicht. Nach 1936 war ihr Verlag in Großbritannien Benn. In Nordamerika erschienen ihre ersten Romane im Verlag Dutton, dann bei Appleton und von 1936 an bei Macmillan Publishers.

### Kriminalromane
- The Man in the Queue. Penguin Books, Harmondsworth 1985, ISBN 0-14-004560-0 (EA New York 1929).[14]
  - Warten auf den Tod. Übersetzt von Jochen Schimmang. DuMont, Köln 2003, ISBN 3-8321-8300-0; Kampa, Zürich 2024, ISBN 978-3-311-30055-7 (früherer Titel: Der Mann in der Schlange; unter dem Pseudonym Gordon Daviot veröffentlicht als Beitrag für einen Wettbewerb des Verlags Methuen, erster Inspektor-Grant-Roman).
- A Shilling for Candles. Penguin Books, Harmondsworth 1984, ISBN 0-14-004705-0 (EA London 1936).
  - Ein Schilling für Kerzen. Übersetzt von Manfred Allié. Oktopus bei Kampa, Zürich 2025, ISBN 978-3-311-30073-1 (früherer Titel: Klippen des Todes. Ein klassischer Kriminalroman aus dem Jahr 1936. Heyne, München 1983, ISBN 3-453-10658-X). – Der erste Roman unter dem eigenen Namen.
- Miss Pym Disposes. Arrow Books, London 2002, ISBN 0-09-942968-3 (EA London 1946).
  - Tod im College. Heyne, München 1974, ISBN 3-453-10162-6.
- The Franchise Affair. Folio Society, London 2001 (EA London 1948).
  - Nur der Mond war Zeuge. Übersetzt von Manfred Allié. Kampa, Zürich 2021, ISBN 978-3-311-30002-1 (frühere Titel: Die verfolgte Unschuld sowie Der große Verdacht).
- Brat Farrar. Penguin Books, Harmondsworth 1984, ISBN 0-14-004698-4 (EA London 1949).
  - Der Erbe von Latchetts. Ullstein, Frankfurt/M. 1984.
- To Love and Be Wise. Macmillan, New York 1988, ISBN 0-02-078060-5 (EA London 1950).
  - Wie ein Hauch im Wind. Übersetzt von Manfred Allié. DuMont, Köln 1992, ISBN 3-7701-2356-5; Kampa, Zürich 2024, ISBN 978-3-311-30056-4.
- The Daughter of Time. Arrow Books, London 2009, ISBN 0-09-953682-X (EA London 1951).
  - Alibi für einen König. Rio, Zürich 1995; dtv, München 2000, ISBN 3-423-25169-7; Kampa, Zürich 2022, ISBN 978-3-311-30050-2 (früherer Titel: Richard der Verleumdete).
- The Singing Sands. Penguin Books, Harmondsworth 11985, ISBN 0-14-004257-1 (EA London 1952).
  - Der letzte Zug nach Schottland. Übersetzt von Manfred Allié. DuMont, Köln 1988, ISBN 3-7701-1908-8; Kampa, Zürich 2023, ISBN 978-3-311-30032-8 (früherer Titel: Der singende Sand).

### Andere Erzählungen und Sachbücher
- Kif. An unvarnished history. Sphere Books, London 1969.
- The privateer. Chivers Press, Bath 1987, ISBN 0-7451-7085-4 (EA London 1952).
- Claverhouse. Collins, London 1937.

### Theaterstücke
- Richard of Bordeaux. A play in two acts. Gollancz, London 1932.
- The laughing woman. A play. Gollancz, London 1934.
- The Queen of Scots. A play in three acts. Gollancz, London 1934.
- The stars bow down. A play in three acts. Gollancz, London 1939.
- The Little Dry Thorn. 1947. Nur veröffentlicht, keine bekannte Aufführung
- Valerius. 1948. Nur veröffentlicht, keine bekannte Aufführung
- Plays. Bungay, Suffolk 1953 (3 Bände, unter dem Pseudonym Gordon Daviot, Vorwort John Gielgud).
- Leith sands, and other short plays. Duckworth, London 1946.
- Dickon. A play. Heinemann, London 1966.

### Verfilmungen von Werken Josephine Teys
- Lawrence Huntington (Regie): The franchise affair. 1951.
  - The franchise affair. 1962 (BBC, 6 Folgen)
  - Leonard Lewis (Regie): The franchise affair. 1988.
- Freddie Francis (Regie): Haus des Grauens. 1963 (nach dem Roman Brat Farrar).
  - Leonard Lewis (Regie): Brat Farrar. 1986
- Alfred Hitchcock (Regie): Young and Innocent. 1937.
- Victor Menzies (Regie): Richard of Bordeaux. 1955.